# Stefania Dąmbrowska
Stefania Dąmbrowska (ur. 12 października 1916, zm. 26 listopada 2010) – polska „Sprawiedliwa wśród Narodów Świata”.

## Życiorys
W trakcie II wojny światowej pomagała ludności żydowskiej. Prowadziła gospodarstwo w wiosce Orwidów Dolny nieopodal Wilna. Ukrywała tam żydowską dziewczynkę, trzyletnią Miriam Kurc. Posiadała fałszywe dokumenty jednak nadal dla bezpieczeństwa musiała przebywać w ukryciu. Wychowywała ją jak własną córkę narażając życie przed Niemcami, którzy jej szukali. W lipcu 1944 r. gdy wkroczyła Armia Czerwona i zagrożenie minęło, po dziewczynkę zgłosiła się jej babcia, dzięki której wcześniej, pod koniec 1943 r., udało się nieletnią wydostać z getta w Wilnie. Po II wojnie światowej Stefania zamieszkała w Warszawie. 
28 grudnia 1996 r. Instytut Jad Waszem uhonorował Stefanię Dąmbrowską medalem „Sprawiedliwy wśród Narodów Świata”.